# 1. Arrondissement (Paris)

Logo der Mairie von Paris Centre

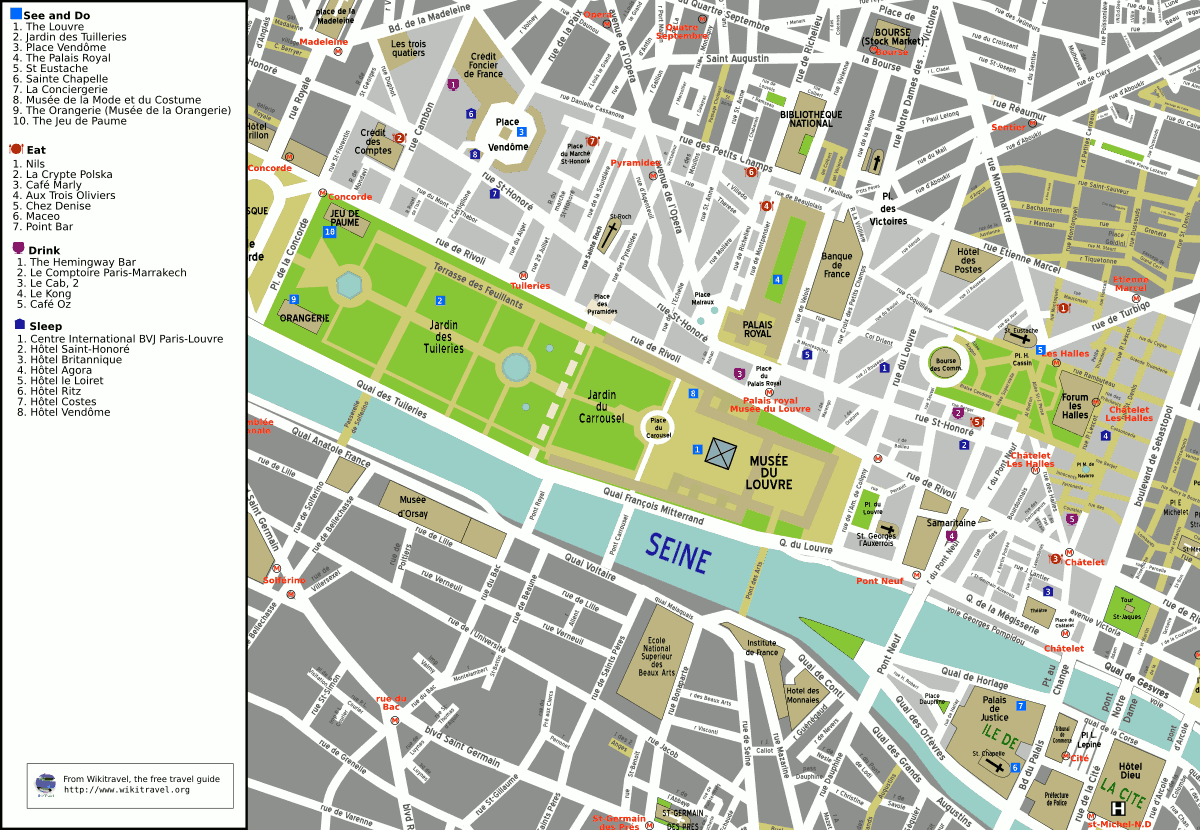
Karte des 1. Arrondissements

Das 1. Arrondissement von Paris (französisch 1er arrondissement de Paris, arrondissement du Louvre) gehört zu den ältesten Stadtteilen von Paris. Im Zug der Ausweitung der Stadt auf das rechte – auch als Rive Droite bezeichnete – Seine-Ufer seit dem Hochmittelalter konzentrierten sich hier eine Reihe Repräsentationsbauten der französischen Monarchie, darunter auch das weltbekannte Louvre. Seit 2020 hat es keine eigene Verwaltung mehr, sondern bildet zusammen mit dem 2., 3. und 4. Arrondissement den Sektor Paris Centre.

## Geographische Lage
Das 1. Arrondissement grenzt im Süden an das 7. und 6., im Westen an das 8., im Norden an das 2. und im Osten an das 3. und 4. Arrondissement. Das 1. liegt hauptsächlich am rechten Seineufer, umfasst aber zudem den westlichen Teil der Île de la Cité. Mit einer Fläche von 183 Hektar ist es das viertkleinste Arrondissement von Paris. Die genaue Begrenzung verläuft – im Uhrzeigersinn von der Südwestecke ausgehend – an der am Place de la Concorde gelegenen Westseite des Jardin des Tuileries entlang weiter nach Norden über die Rue Saint-Florentin und ein kleines Stück der Rue Dupont zum Boulevard de la Madeleine. Von dieser – die nordwestliche Ecke des Arrondissements markierenden – Stelle aus verläuft die nördliche Begrenzung nach circa 100 Metern entlang der in Ost–Südost-Richtung verlaufenden Straßenschneise Rue des Capucines – Rue Daniele Casanova – Rue des Petit Champs und Rue Étienne Marcel bis zum Boulevard de Sébastopol, dessen Verlauf nach Süden hin die östliche Begrenzungslinie des Arrondissements markiert.
Im Süden wird das 1. Arrondissement von der Seine begrenzt. Ausnahme ist das westliche Drittel der Île de la Cité, dass ebenfalls zum 1. Arrondissement gehört. Zentrale Durchgangsachse in West-Ost-Richtung ist die Rue de Rivoli. Parallel in nördlicher Richtung verläuft die Rue Saint-Honoré – eine ältere Straße, die bis ins 19. Jahrhundert hinein für diesen Teil von Paris eine ähnliche Funktion erfüllte wie in neuerer Zeit die Rue de Rivoli. Administrativ trennt diese das südseitig gelegene Quartier (Saint-Germain-l’Auxerrois) von den drei nordseitig gelegenen ab. Die südlich der Rivoli gelegene Arrondissement-Hälfte wird zum überwiegenden Teil vom Jardin des Tuileries, dem Louvre sowie dem Palais de la Cité in Beschlag genommen. In den drei – stärker von Wohnbebauung geprägten – Quartieren nördlich der Rue de Rivoli befinden sich, aufgeführt von West nach Ost, die bekannte Kirche La Madeleine (Nordwest-Ecke; gelegen bereits im 8. Arrondissement), der Place Vendôme, der Palais Royal mit dazugehörigem Garten, die ehemalige Warenbörse sowie das Forum des Halles.
Flussseitig hat das Arrondissement Anteil an folgenden Brücken (von Westen nach Osten): der Fußgängerüberquerung Passerelle Léopold Sédar-Senghor, Pont Royal, Pont du Carrousel, Pont Neuf und Pont au Change. Während die ersten drei auf dem linken Seine-Ufer enden, passieren die beiden letzten die Île de la Cité. Die Fortsetzung der Pont au Change zum linken Seine-Ufer trägt den Namen Pont Saint-Michel. Während in West-Ost-Richtung die Rue de Rivoli als zentrale Straße fungiert, existieren durchgehende Nord-Süd-Straßenschneisen nur in Form kleinerer Straßen – wie etwa der zum Place du Carrousel führenden Rue de Richilieu sowie der weiter östlich verlaufenden Rue du Louvre, deren Fortsetzung in Richtung Seine-Ufer den Namen Rue de l’Admiral de Coligny trägt.

## Geschichte

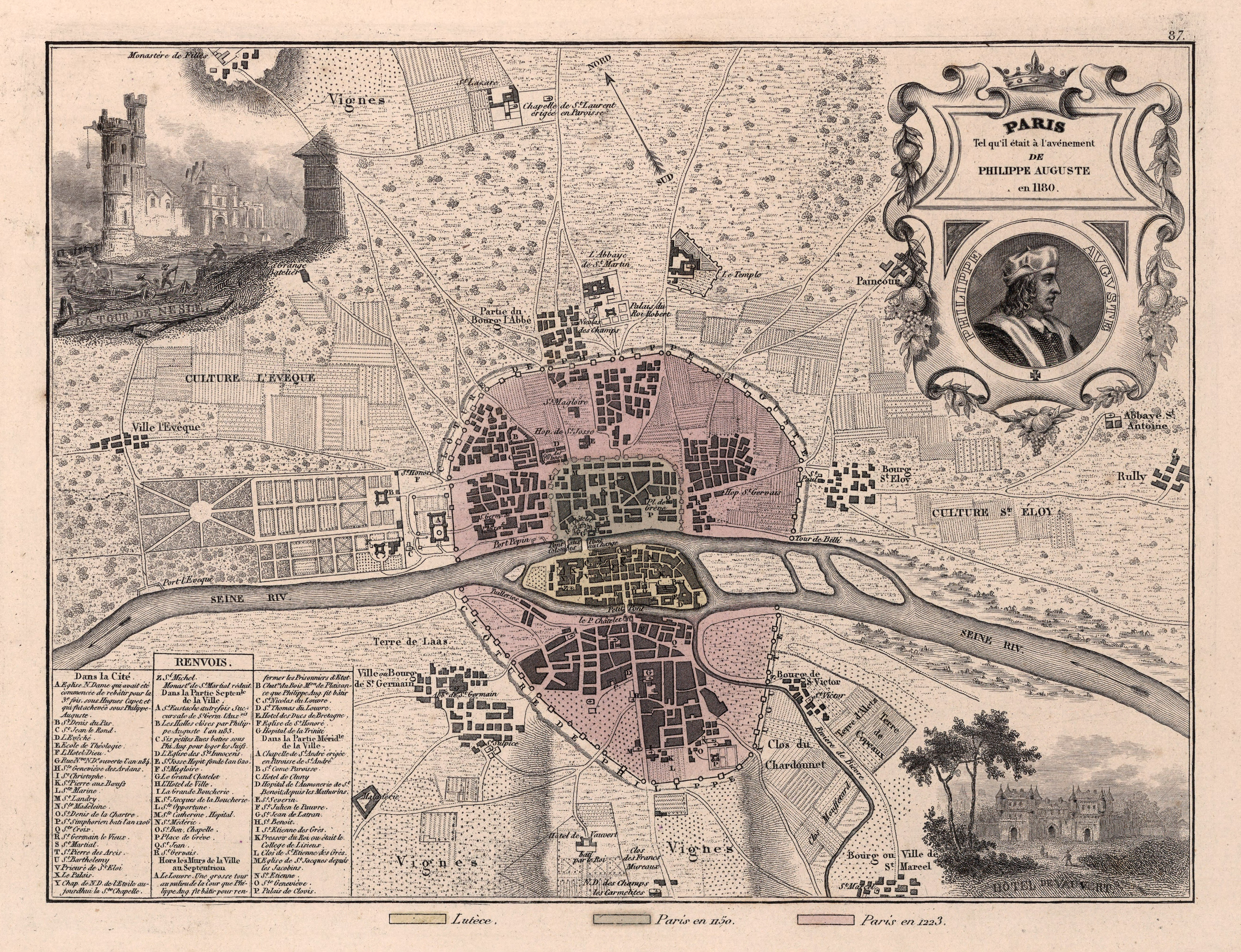
Paris 1180 (Rekonstruktion von 1869)

Das Terrain des heutigen 1. Arrondissements war ursprünglich landwirtschaftlich geprägt und wurde von den keltischen Parisiern genutzt. In der Römerzeit (ab dem 1. Jahrhundert v. Chr.) blieb die Fläche größtenteils unbebaut, während auf der Île de la Cité sowie dem linken Seine-Ufer die römische Ansiedlung Lutetia entstand. Züge von Verstädterung nahm das Gebiet rechts des Seine-Ufers erst an, als der Palais de la Cité im 10. Jahrhundert zum politischen Zentrum avancierte und König Philippe Auguste im 12. Jahrhundert die Stadtmauern erweiterte. Diese umfasste auch den östlich des Louvre sowie südlich der Rue de Saint-Honoré gelegenen Teil des heutigen Arrondissements. Im Zug von Handel und Handwerk an den Ufern der Seine erhielt dieser bereits im Mittelalter einen zunehmend städtischen Charakter.
Im späten Mittelalter und der frühen Neuzeit wuchs die Bedeutung des Viertels unter anderem durch den Bau des Louvre, der im 13. Jahrhundert als Festung errichtet und später unter König Franz I. im 16. Jahrhundert zu einem Renaissance-Palast umgestaltet wurde. Heinrich IV. förderte die innerstädtische Erschließung mit der Anlage des Pont Neuf, der Place Dauphine sowie des Tuilerien-Palasts. Ludwig XIV. ließ im 17. Jahrhundert die dazugehörigen Gärten von André Le Nôtre gestalten. Darüber hinaus förderte er den Abriss der alten Stadtmauern zugunsten der Grands Boulevards. Die zunehmende Verdichtung und Bebauung des Gebiets setzte sich fort, wobei der nördlich des Louvre gelegene Palais Royal im 18. Jahrhundert zu einem zentralen Ort der Pariser Gesellschaft und einflussreicher Treffpunkt für Künstler, Intellektuelle und Politiker wurde.

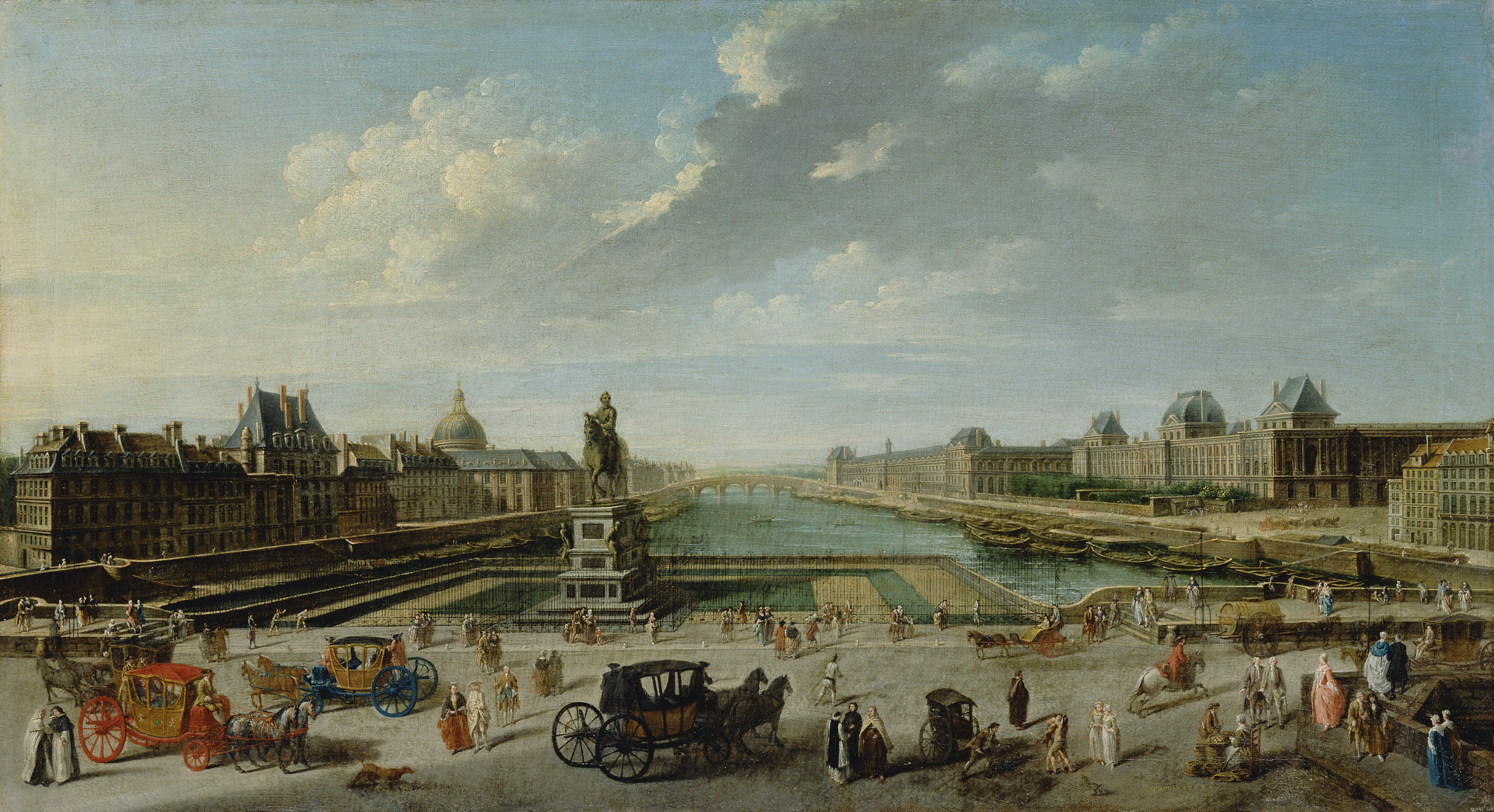
Paris 1763 mit heutigem 1. Arrondissement in der rechten Bildhälfte. Gemälde von Nicolas Raguenet

Während der Französischen Revolution sowie im 19. Jahrhundert fanden auf dem Gebiet des heutigen Arrondissements eine Reihe historisch bedeutsamer Ereignisse statt. Am 14. Juli 1789 rief Camille Desmoulins im Garten des Palais Royal zum Sturm auf die Bastille auf. In der Rue de Saint-Honoré 161 konstituierte sich – in einer Klosteranlage des Jakobinerordens – der Club der Jakobiner. Der Louvre wurde 1793 offiziell als Museum eröffnet. Während der Pariser Kommune 1871 wurde im Zug einer aufsehenerregenden Manifestation die (später wiedererrichtete) Vendôme-Säule gestürzt; der Tuilerienpalast während der Kampfhandlungen im Zug der Wiedereroberung der Stadt zerstört.
Im 19. Jahrhundert transformierten die Ära Napoleons und die daran anschließende Restaurationszeit den Bezirk erneut. Der Bau der – bereits zur Zeit Napoleons in ihrem Vorderabschnitt fertiggestellten – Rue de Rivoli und die Umbauten durch Georges-Eugène Haussmann während der Zweiten Kaiserzeit führten zu einer weitreichenden Modernisierung, bei der breite Boulevards und neue Plätze wie der Place du Châtelet entstanden. Der wachsende Einfluss der aufstrebenden Bourgeoisie manifestierte sich unter anderem in der Errichtung eleganter Ladenpassagen – auch wenn die Mehrzahl dieser überdachten Einkaufsarreale (ebenso wie die Börse, im Gegensatz zur alten Warenbörse im 1. Arrondissement) im nördlich gelegenen 2. Arrondissement errichtet wurde. Wichtig für die Infrastruktur des Bezirks war die Entwicklung von Les Halles, dem zentralen Großmarkt von Paris, der unter Victor Baltard in den 1850er Jahren durch große Metall- und Glasbauten modernisiert wurde. Dieser „Bauch von Paris“ blieb bis in die 1960er Jahre eine bedeutende Einrichtung, bevor die alten Markthallen abgerissen und durch das moderne Einkaufszentrum Forum des Halles ersetzt wurden.

Aufteilung und Bevölkerungsdichte der zwölf alten Arrondissements 1856

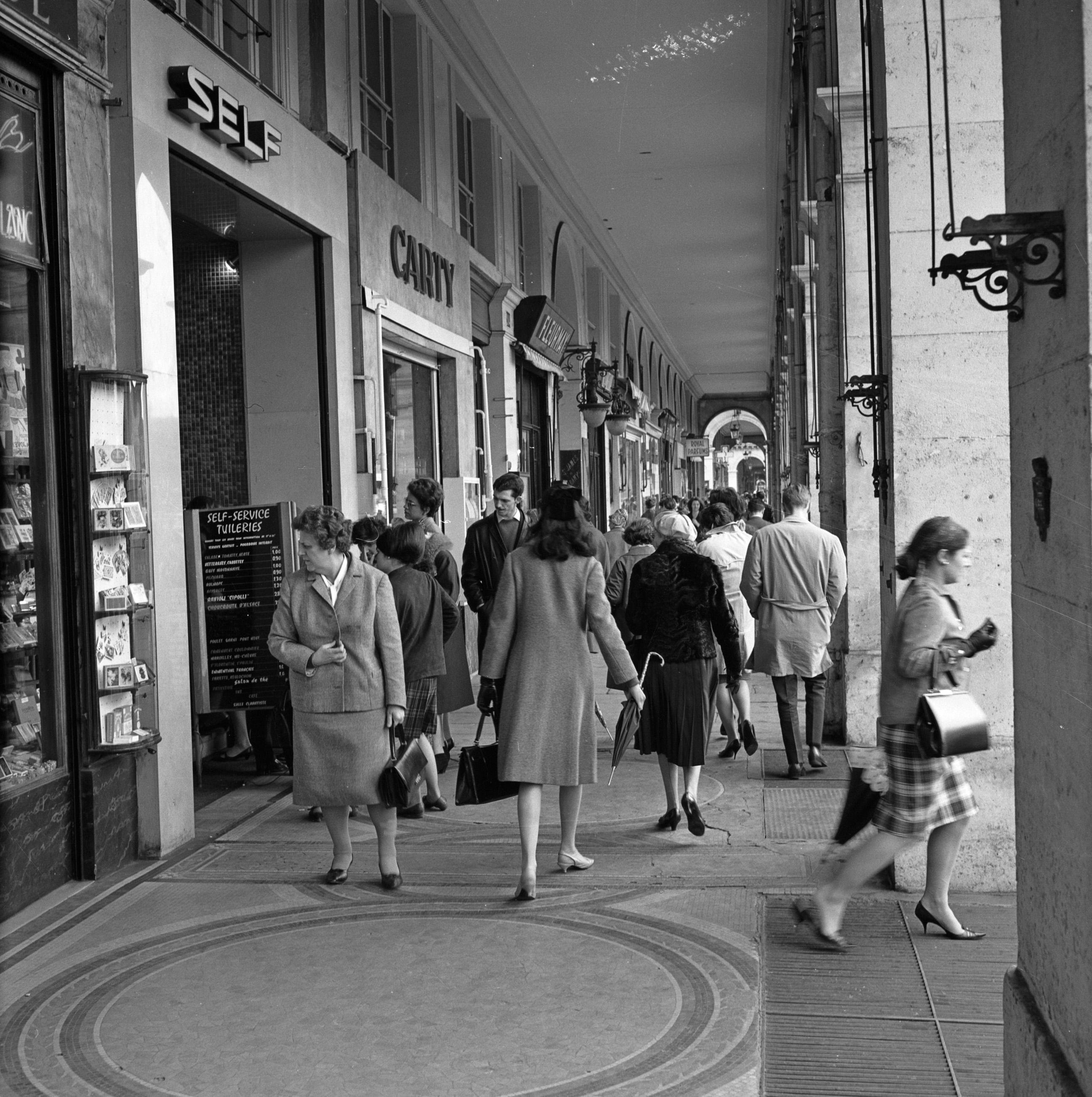
Kolonnaden im vorderen Teil der Rue de Rivoli (1965)

Die heutigen Grenzen des 1. Arrondissements stammen aus dem Jahr 1860. Anlass war die Ausweitung der Stadt auf das Gebiet, welches ungefähr den heutigen Stadtgrenzen entspricht. Das neue 1. Arrondissement setzte sich grob zusammen aus östlich gelegenen Quartieren des alten ersten, plus dem Westteil des alten vierten. Wesentliche Neuerungen im 20. Jahrhundert waren die Einführung der Pariser Métro im Jahr 1900, die das Viertel besser an andere Stadtteile anschloss. Historische Ereignisse wie die Befreiung von Paris 1944 und die anschließenden Feierlichkeiten vertieften die zentrale Bedeutung des Arrondissements. Nach dem Zweiten Weltkrieg avancierte das Gebiet mit seinen zahlreichen Sehenswürdigkeiten zunehmend zum kulturellen und touristischen Mittelpunkt der Stadt. Die Absicht, über das historische Erbe hinaus auch moderne Akzente zu setzen, dokumentierte sich unter anderem im Bau der Glaspyramide im Innenhof des Louvre im Jahr 1989.
Seit 2020 wird das 1. Arrondissement als Teil der übergeordneten Verwaltungseinheit Paris Centre geführt, welche die Arrondissements 1 bis 4 unter einem Verwaltungsdach zusammenführt.

## Demographische Daten
Nach der Volkszählung von 1999 waren im 1. Arrondissement 16.888 Einwohner gemeldet. Das entspricht einer Bevölkerungsdichte von 9228 Einwohnern pro Quadratkilometer.
| Jahr      | 1861   | 1962   | 1968   | 1975   | 1982   | 1990   | 1999   | 2011   |
| --------- | ------ | ------ | ------ | ------ | ------ | ------ | ------ | ------ |
| Einwohner | 89.519 | 36.543 | 32.332 | 22.793 | 18.509 | 18.360 | 16.888 | 17.443 |

## Stadtviertel

Stadtviertel des 1. Arrondissements

Das 1. Arrondissement besteht aus den folgenden vier Stadtvierteln:
- Quartier Saint-Germain-l’Auxerrois
- Quartier des Halles
- Quartier du Palais-Royal
- Quartier de la Place Vendôme

Nach der offiziellen Zählung der Pariser Stadtviertel handelt es sich dabei um die Quartiers 1 bis 4.

## Politik und Verwaltung

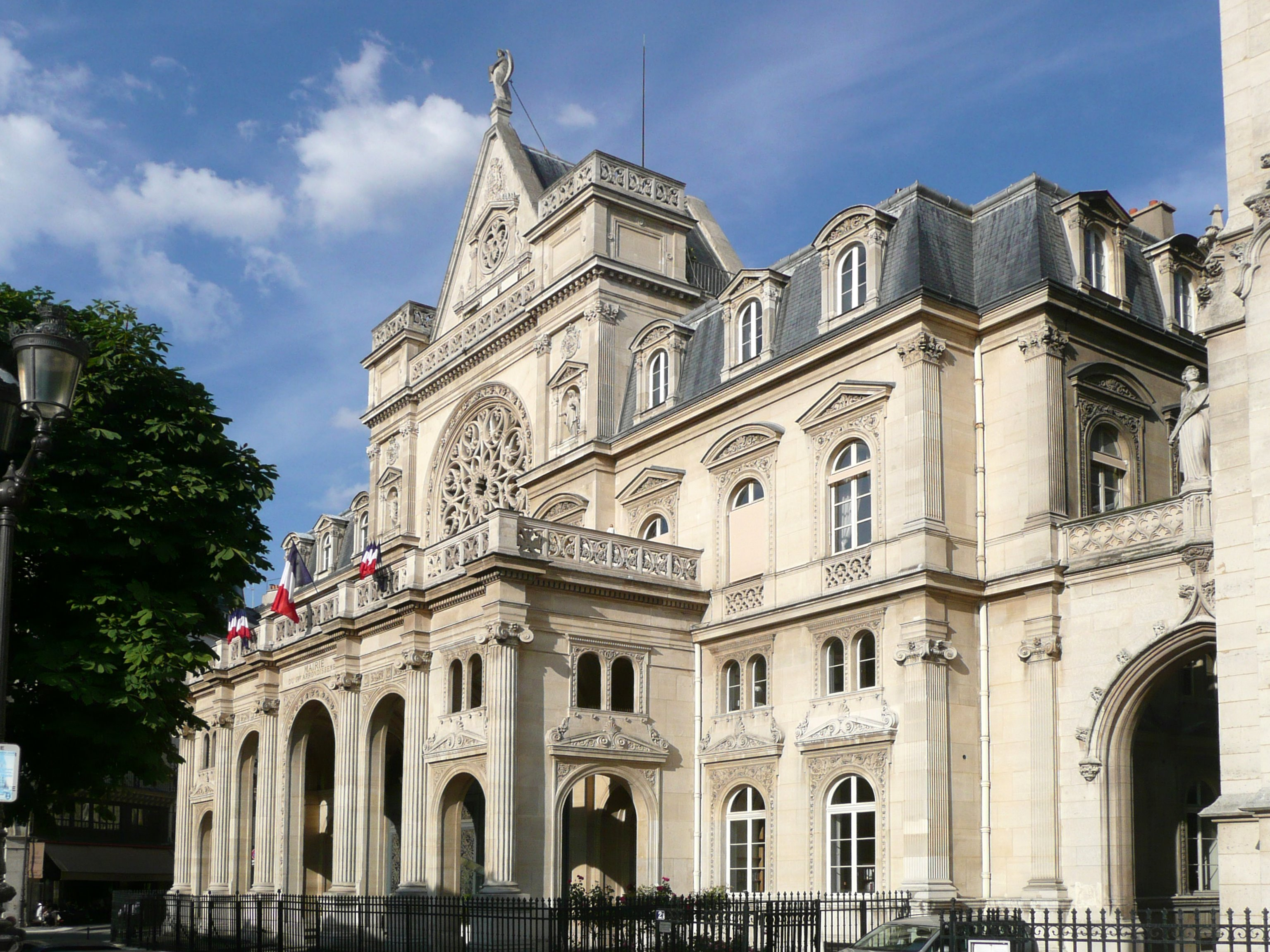
Altes Rathaus des 1. Arrondissements (bis 2020)

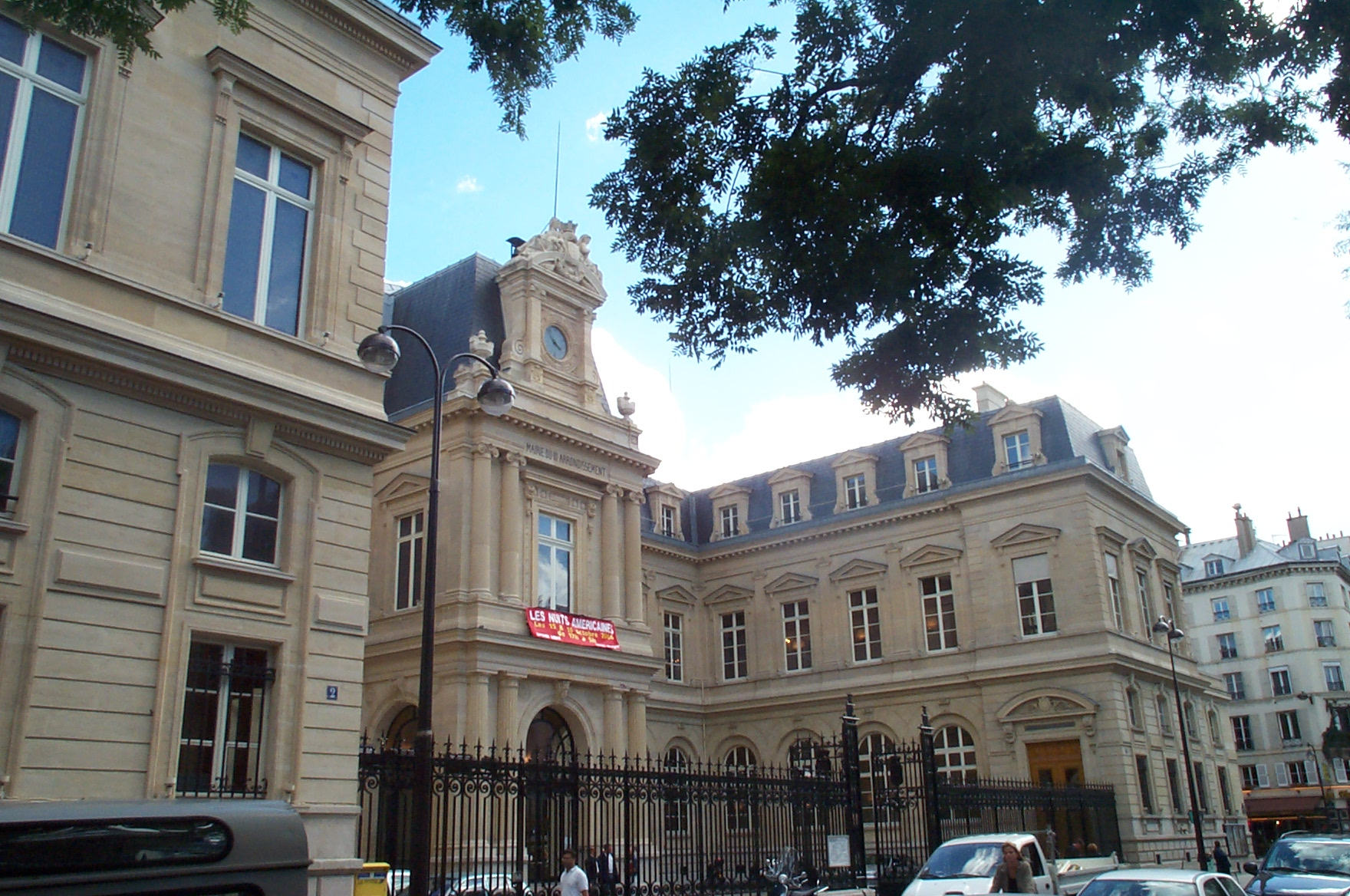
Neues Rathaus des Verwaltungsbezirks Paris Centre im 3. Arrondissement

Bis 2020 hatte das 1. Arrondissement einen eigenen Bezirksbürgermeister und einen Bezirksrat (Conseil d’arrondissement). Seither wird es zusammen mit dem 2., 3. und 4. Arrondissement als Sektor Paris Centre verwaltet.
Rathaus
Das ehemalige Rathaus des 1. Arrondissements steht am Place du Louvre.
Bürgermeister
Der letzte eigene Bürgermeister war von 2000 bis 2020 Jean-François Legaret (* 21. Juni 1952), Mitglied des gaullistischen RPR bzw. seiner Nachfolgeparteien UMP und Les Républicains.

## Sehenswürdigkeiten
- Arc de Triomphe du Carrousel
- Banque de France
- Bourse de Commerce, ehemalige Warenbörse
- Colonne Médicis (Colonne astrologique de Ruggieri) an der Bourse de commerce
- Colonne Vendôme (Triumphsäule) am Place Vendôme
- Cour des comptes
- Fontaine des Innocents
- Galerie nationale du Jeu de Paume
- Galerie Véro-Dodat, Ladenpassage
- Forum des Halles
- Musée de l’Orangerie
- Justizministerium am Place Vendôme
- Palais de la Cité mit Sainte-Chapelle, Conciergerie und Palais de Justice
- Palais du Louvre
- Palais Royal
- Pont des Arts
- Pont Neuf
- Pfarrkirche Saint-Eustache
- Pfarrkirche Saint-Germain-l’Auxerrois
- Pfarrkirche Saint-Leu-Saint-Gilles
- Pfarrkirche St-Roch
- Théâtre du Châtelet
- Théâtre Français (Comédie-Française)

Sehenswürdigkeiten, Grünzonen, Straßen und Plätze
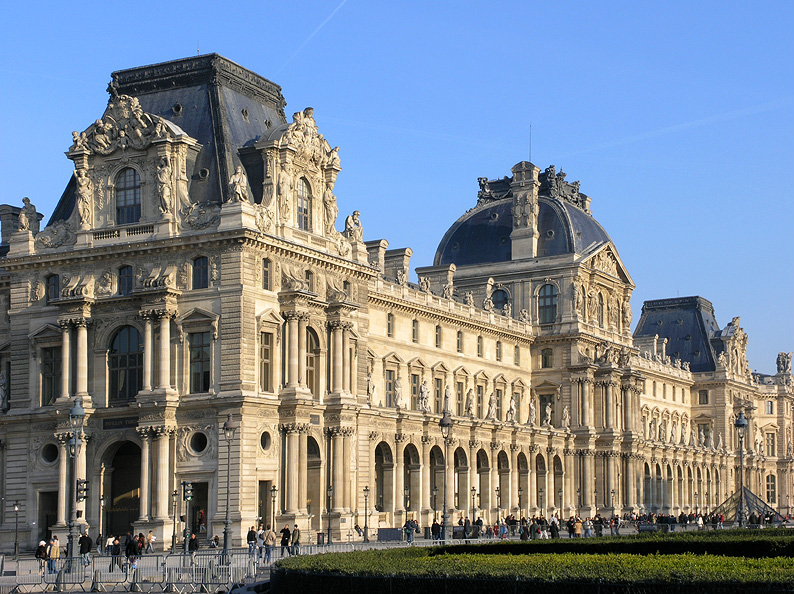
Louvre
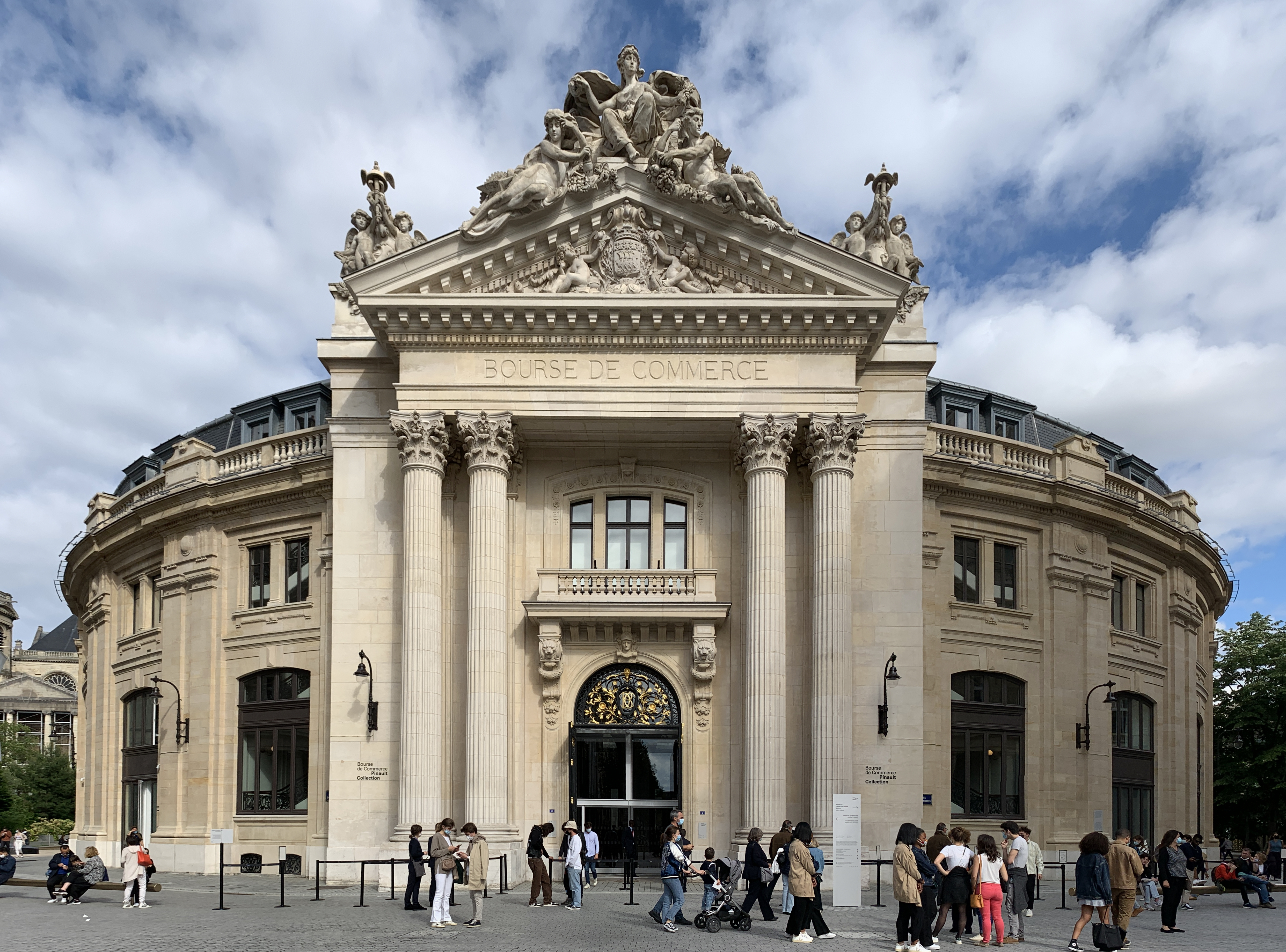
Bourse de Commerce
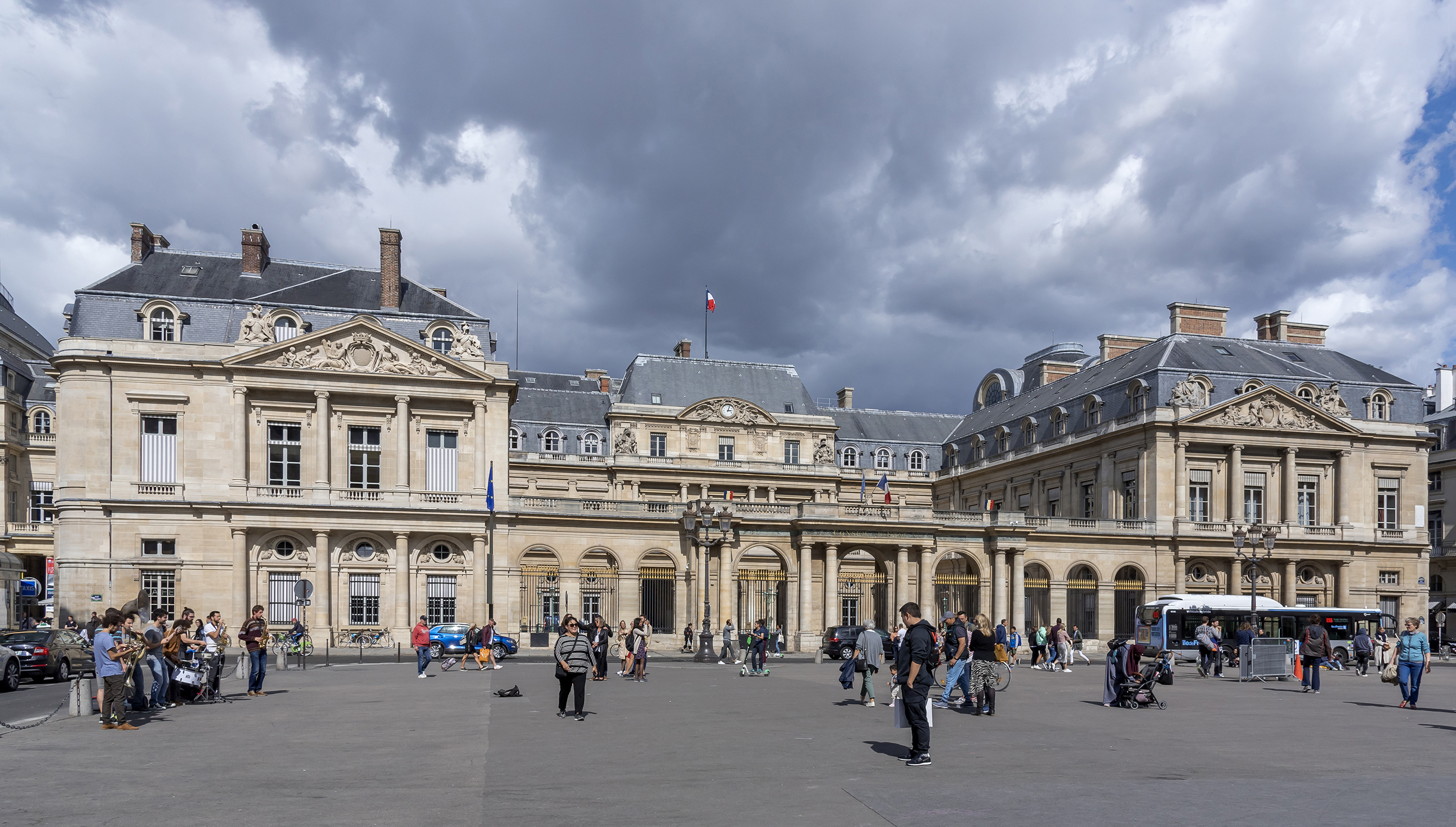
Eingangsseite des Palais Royal
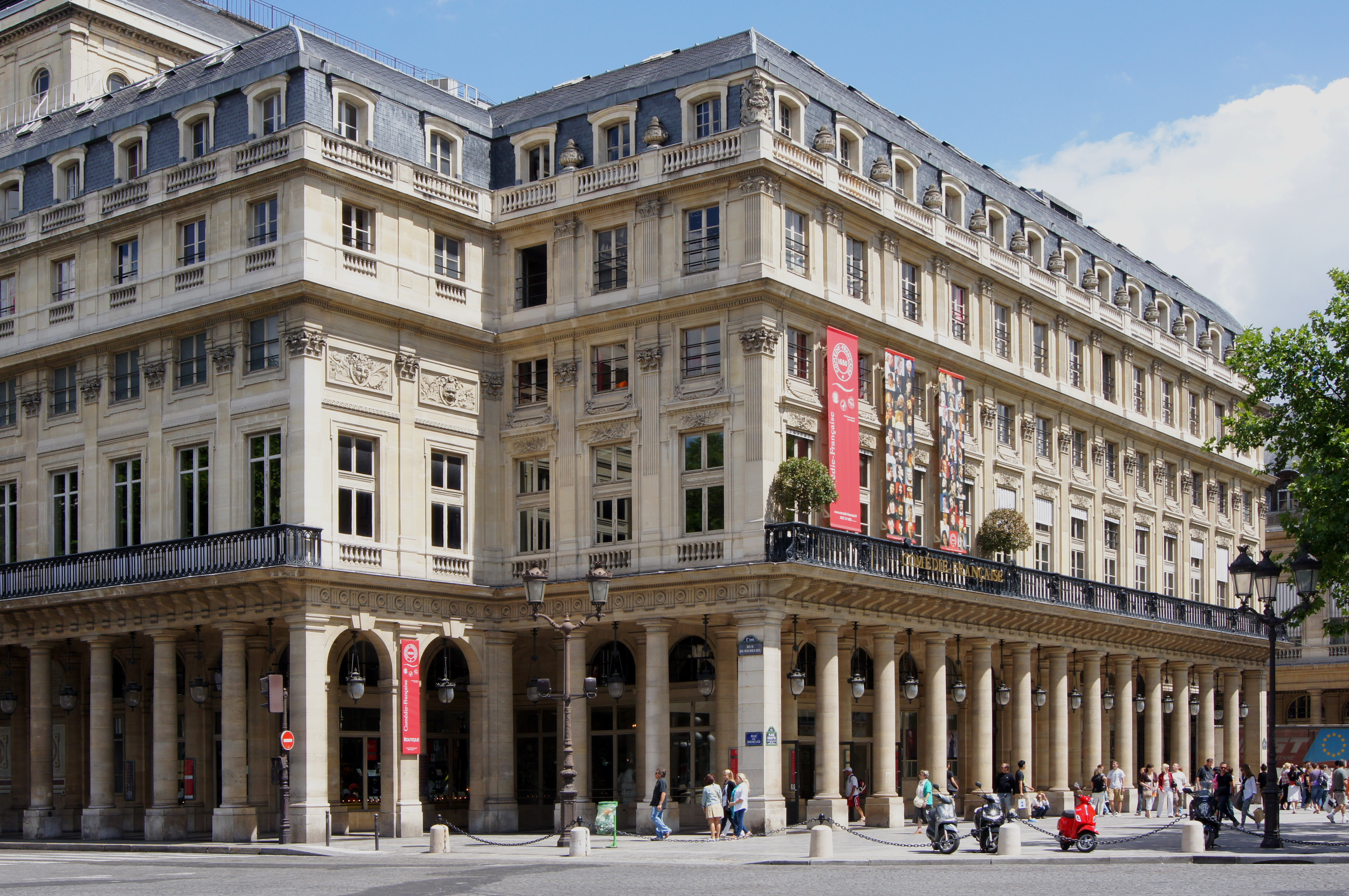
Kolonnaden der Comédie-Française
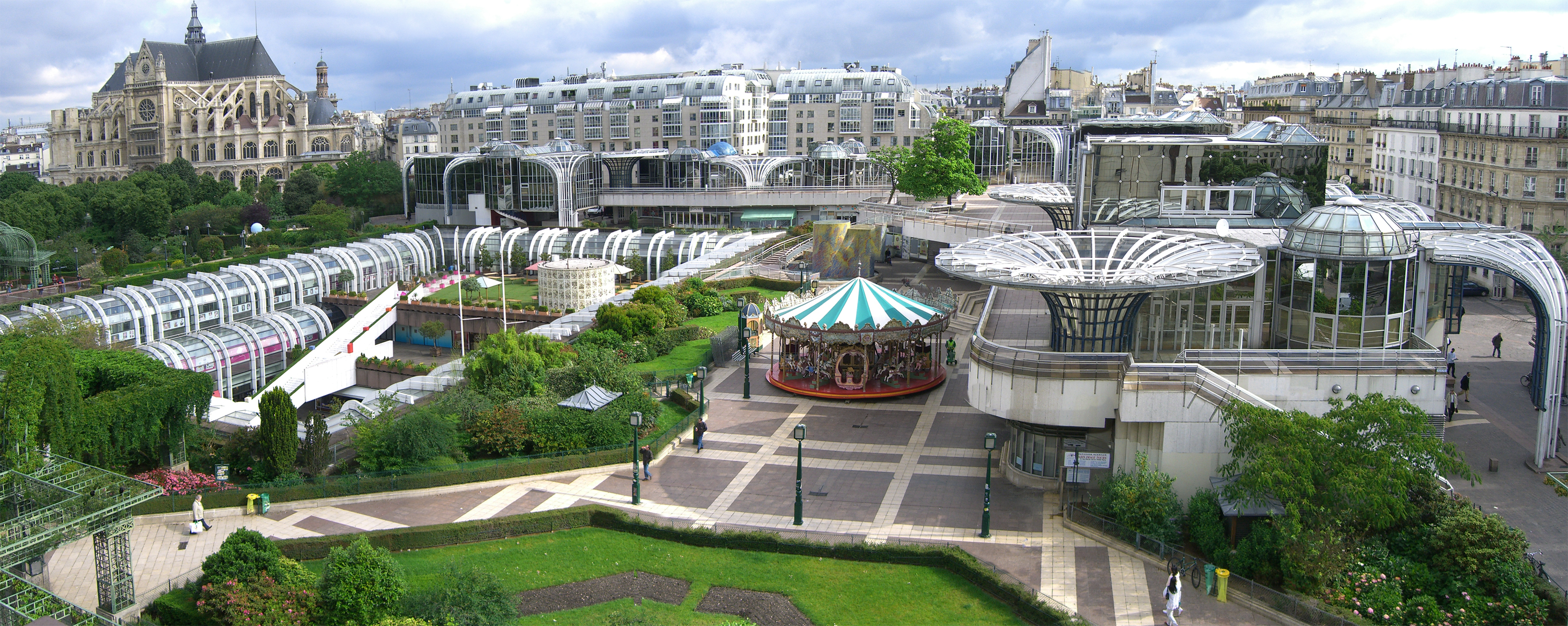
Übersicht Les Halles
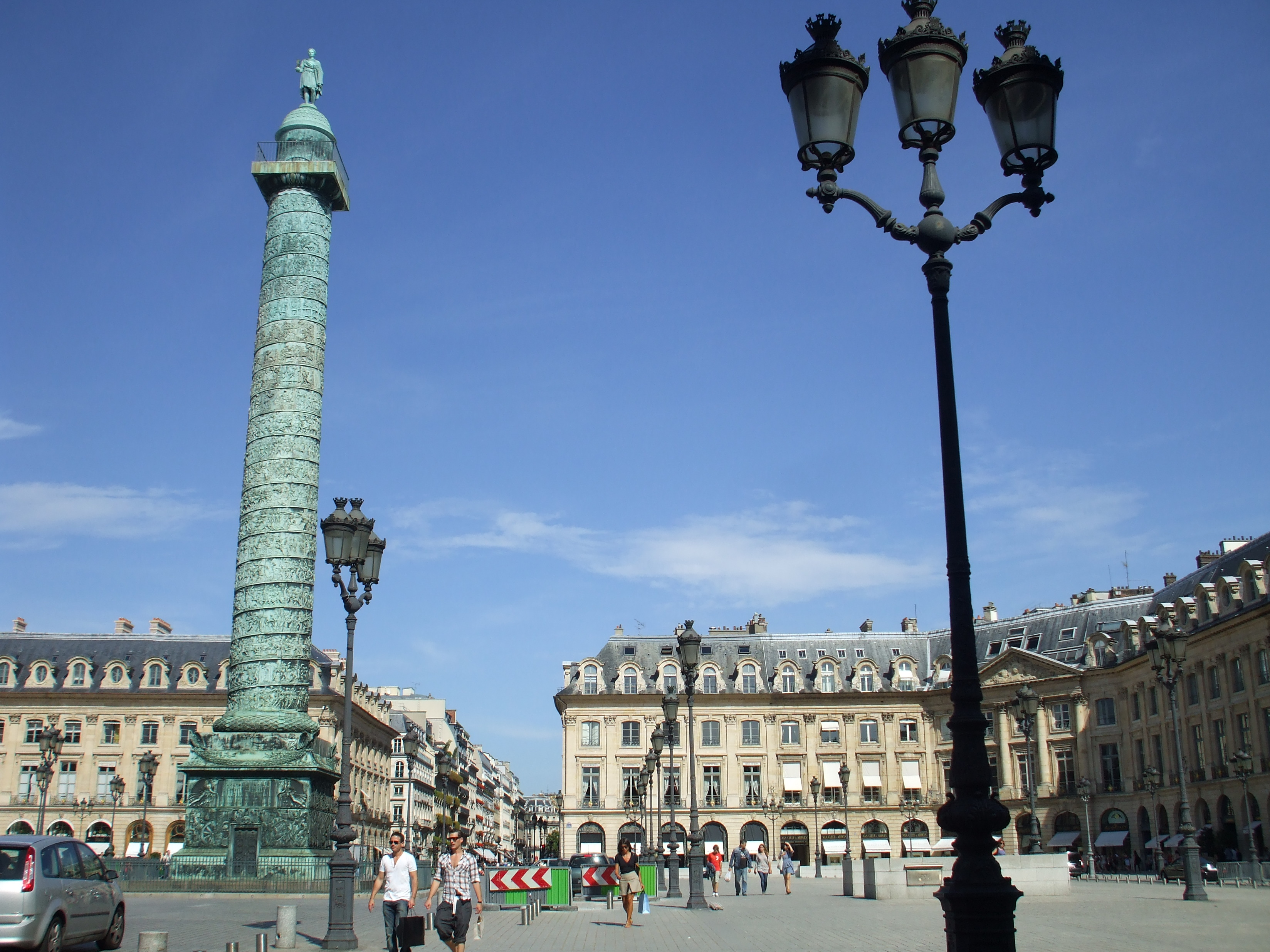
Vendôme-Säule auf dem Place Vendôme
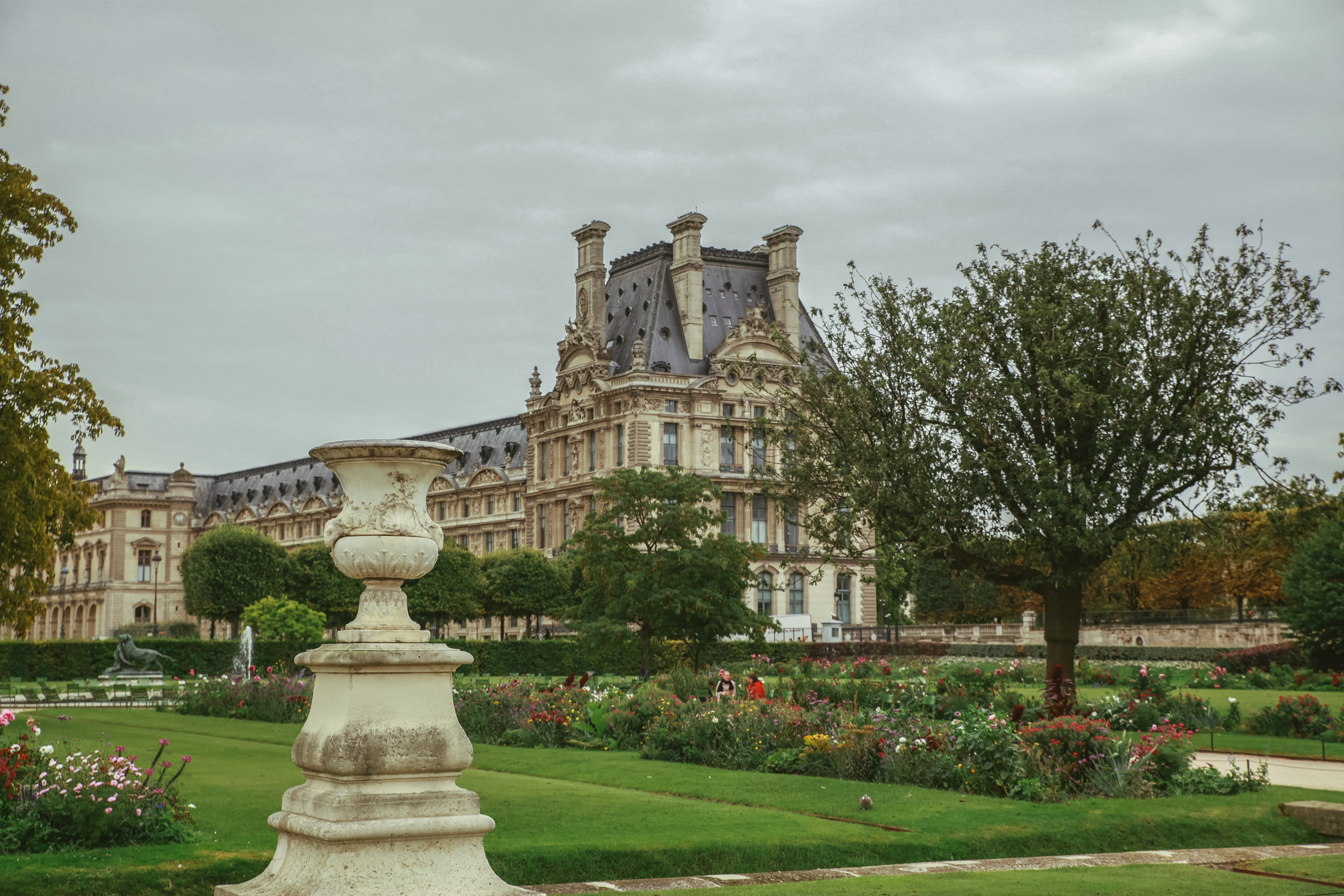
Jardin des Tuileries
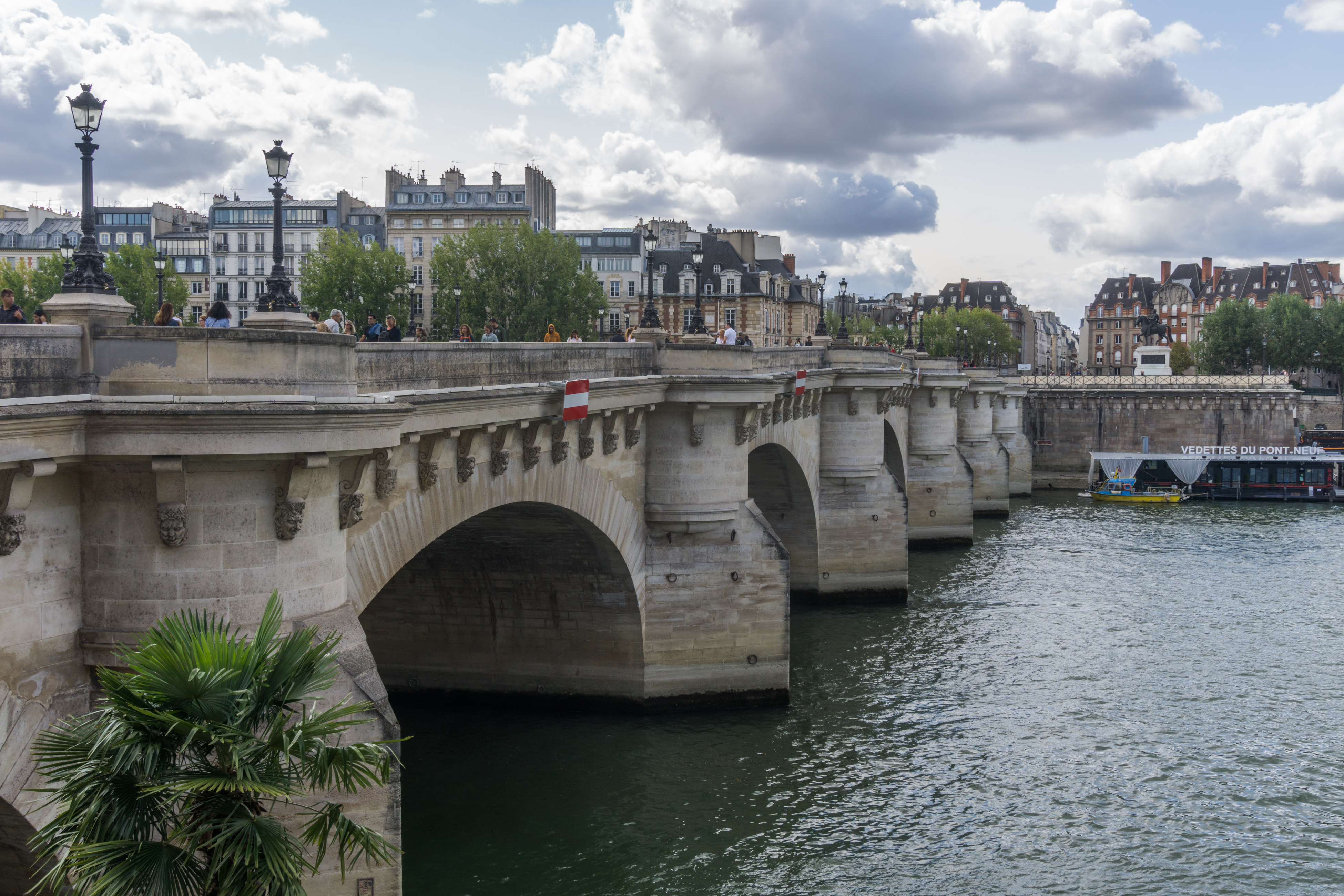
Brücke Pont Neuf
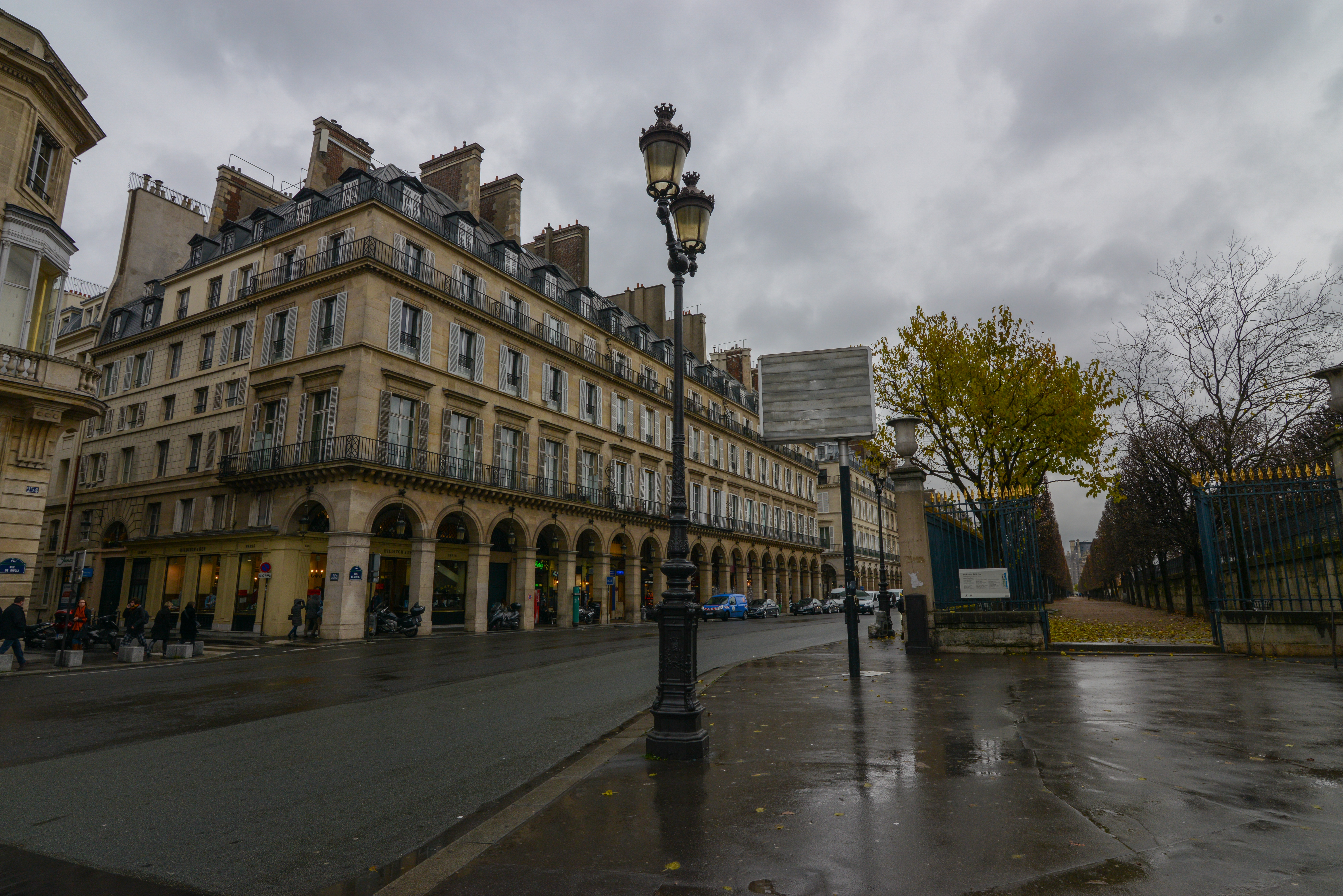
Rue de Rivoli
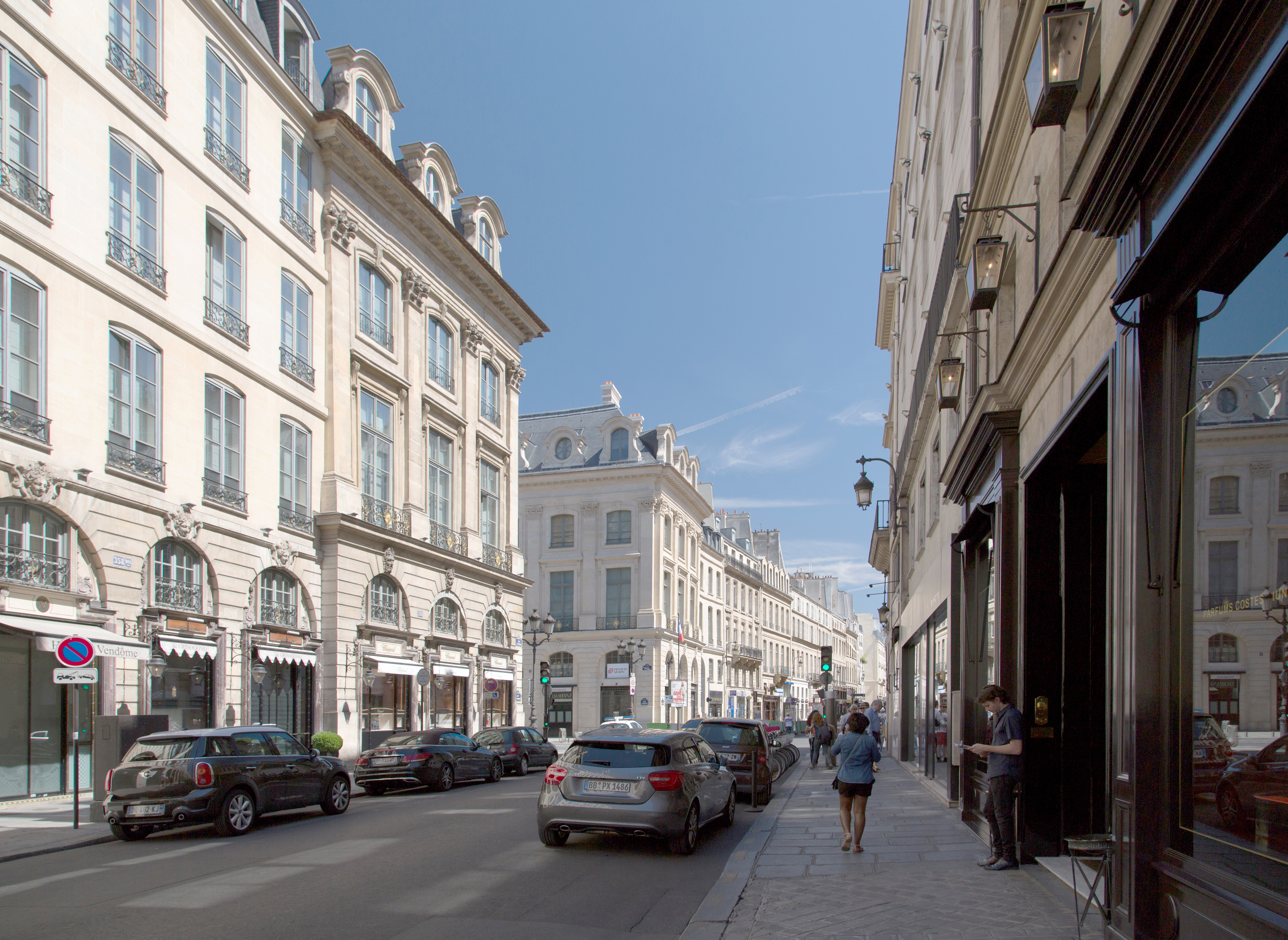
Rue Saint-Honoré

## Grünzonen
- Jardin du Carrousel
- Jardin des Halles
- Jardin de l’Infante
- Jardin de l’Oratoire
- Jardin du Palais Royal
- Jardin des Tuileries
- Square du Vert Galant

## Wichtige Straßen und Plätze
- Rue Berger
- Rue des Bourdonnais
- Place du Châtelet
- Rue Croix des Petits-Champs
- Rue Étienne Marcel
- Rue Jean-Jacques Rousseau
- Quai François Mitterrand
- Rue du Louvre
- Rue de Marengo
- Boulevard de la Madeleine
- Quai de la Mégisserie
- Rue Montmartre
- Avenue de l’Opéra
- Rue du Pont Neuf
- Rue Rambuteau
- Rue de Rivoli
- Rue Saint-Denis
- Rue Saint-Honoré
- Boulevard de Sébastopol
- Quai des Tuileries
- Rue de Turbigo
- Place Vendôme
- Rue de Montorgueil

## Literarische Bearbeitung
Der Nestor-Burma-Roman Le soleil nait derriere le Louvre (deutsch Bilder bluten nicht) von Léo Malet spielt im 1. Arrondissement.